# Аневризма

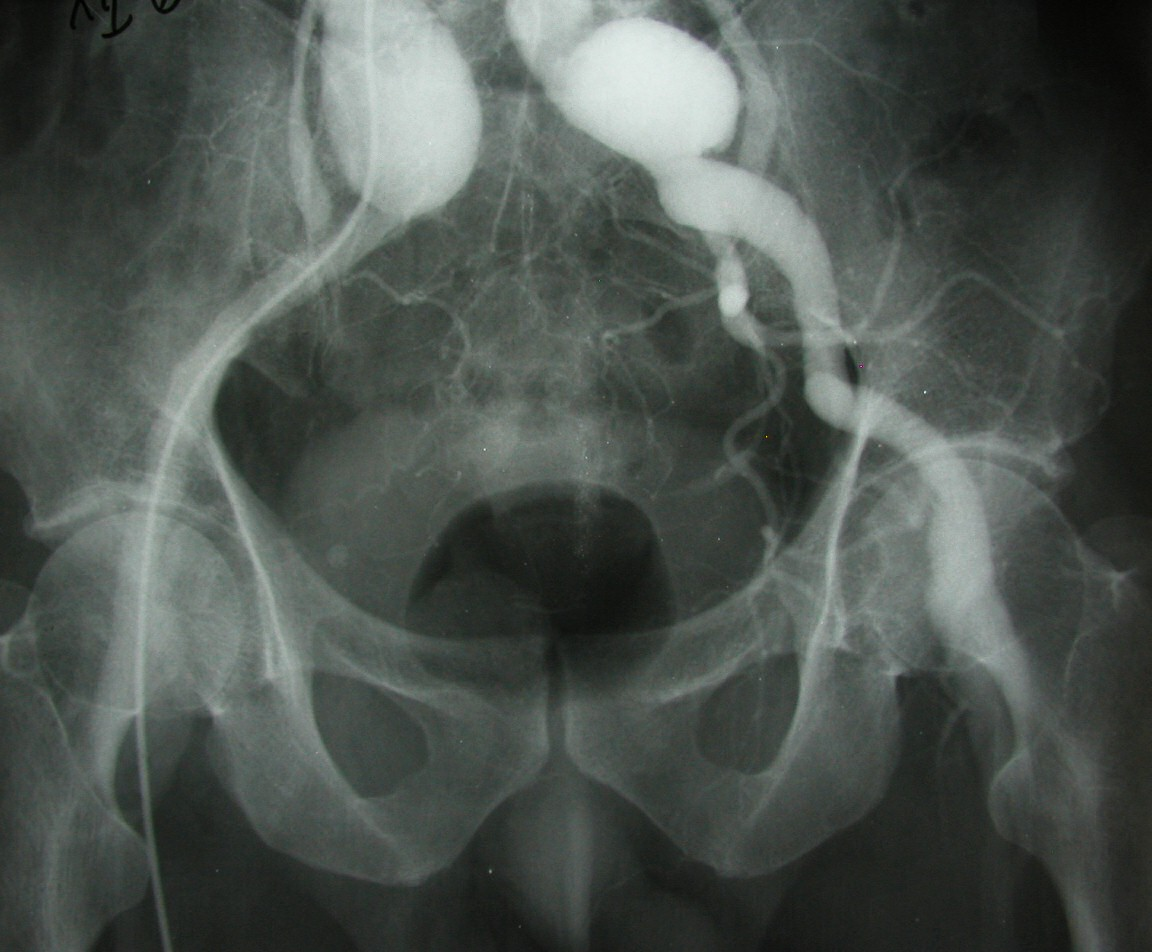
Двобічні справжні аневризми клубових артерій — ангіографія

Аневри́зма (грец. ανευρυσμα — розширення) — симптом, який визначає обмежене розширення просвіту артерії, рідше вени, що має різне походження. Також термін застосовується для означення стоншування та випинання стінки камер серця, переважно лівого шлуночка.

## Види й етіологія
Аневризми можуть бути вродженими та набутими.
Аневризми поділяються на справжні та несправжні та такі, що розшаровуються.
- Справжні аневризми найчастіше спричинює сифіліс або атеросклероз. Утворюються всіма шарами зміненої судинної стінки.

До справжніх аневризм належить аневризма серця, яка являє собою обмежене випинання його стінки.
- Несправжні (травматичні) аневризми виникають внаслідок ушкодження судинної стінки, найчастіше при вогнепальному пораненні. У цьому разі біля артерії утворюється пов'язаний з її просвітом крововилив, обмежений навколишніми тканинами. Останні формують стінку аневризми.[1]

## Лікування

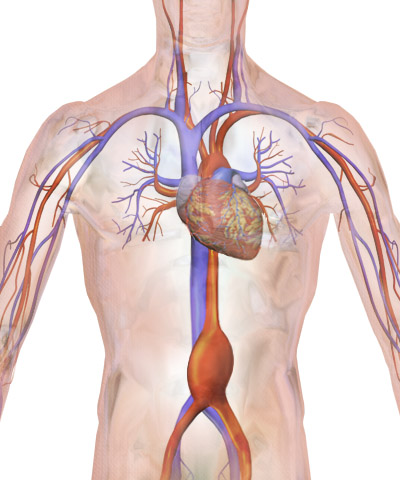
Ілюстрація із зображенням розташування аневризми живота

Історично лікування артеріальних аневризм обмежувалось хірургічним втручанням або пильним очікуванням у поєднанні з контролем артеріального тиску. Принаймні, у випадку аневризми черевної аорти (АЧА) рішення не приймається без значного ризику та витрат, отже, існує великий інтерес у визначенні більш досконалих підходів до прийняття рішень, які не ґрунтуються лише на діаметрі АЧА, а охоплюють й інші геометричні та механічні тонкощі, такі як локальна товщина та напруженість стінки. В останні роки (2010-і) було розроблено ендоваскулярні або малоінвазивні методики для багатьох типів аневризм. Затискачі для аневризми використовуються для хірургічного втручання, тобто для відсікання аневризм.

#### Внутрішньочерепна (церебральна) аневризма ЦА
В Україні сучасний арсенал ендоваскулярних засобів доволі потужний. За наявності широкої шийки ЦА, застосовують балон-асистувальну та стент-асистувальну техніки. Для усунення гігантських, складних ЦА відповідно, використовуються потік-відхильні та інтрасакулярні стенти. Тож ендоваскулярні методики передбачають застосування широкого розбігу інструментів: спіралей, балонів, стентів, потік-відхильних та інтрасакулярних стентів.
Мікрохірургічна методика передбачає виконання краніотомії. Послуговуючись технікою арахноїдальної дирекції, аневризму виділяють і виконують її кліпування.
У разі складних, гігантських ЦА, які неможливо або дуже ризиковано видаляти з кровотоку ендоваскулярними чи класичними мікрохірургічними методами, користаються реваскулярною технікою шляхом накладання екстра-інтракраніальних мікроанастомозів із наступним усуненням церебральної аневризми.